# Szepesi Attila
Szepesi Attila (Ungvár, 1942. április 21. – Budapest, 2017. március 30.) József Attila-díjas magyar költő, publicista, pedagógus. Benda László (1951–) újságíró testvére.

## Életpályája
Szepesi Zoltán (1915–1995) és Benda Mária (1921–2019) fiaként született. Főiskolai tanulmányait a Juhász Gyula Tanárképző Főiskola magyar–rajz szakán végezte 1962–1968 között. 1968–1972 között a József Attila Tudományegyetem Bölcsészettudományi Kar magyar szakán tanult. 1968–1970 között Szászbereken és Hernádon volt általános iskolai tanár. 1970–1971-ben Budapesten a Központi Antikváriumban eladóként dolgozott. 1972–1982 között a Kortárs folyóirat versrovatát szerkesztette. 1976–1989 között az Új Tükör munkatársa volt. 1989–1991 között az Új Írásnál dolgozott. 1992–1994 között a Pesti Hírlap, 1994–1995-ben az Új Magyarország, utána a Magyar Nemzet munkatársa volt.

## Magánélete
Nős, 1966-ban elvette Thaly Krisztinát, majd válása után 1989-ben Gyarmathy Editet. Első feleségétől öt gyermeke van: Dorottya (1967), Anette (1970), Dániel (1972), Ádám (1974) és Ágnes (1980).

## Munkássága
Hányatott élete és festői, zenei példák ösztönözték versírásra. Szilaj, pajzán, pajkos énekeiben a nép- és az archaikus költészet forrásaiból táplálkozó, változatos forma- és rímvilágot alakított ki.

## Művei
- Az üveg árnyéka (versek, 1970)
- Hegedős-ének (versek, 1973)
- Zöldvári ének (gyermekversek, 1979)
- Az éjszakára (versek, 1979)
- Pitypang-királyfi (versek, 1980)
- Sorstalan énekek (versek, 1982)
- A bohóc seregélyek (gyermekversek, 1985)
- Farsang bolondja (versek, 1986)
- Harangvölgy (gyermekversek, 1986)
- Harangtemető (versek, 1987)
- Ars amatoria (versek, 1991)
- Himnusz a varjakhoz (versek, 1991)
- A Mikulás lámpája (mesék, 1993)
- Szélrózsa (versek, 1994)
- Rézgarasok, csigahéjak (versek, 1995)
- Planéta (esszék, 1998)
- Sárkányfogak (versek, 1998)
- Piros tojás, tapsifül (meseregény, 1999)
- Erdőmaszkok (esszék, 1999)
- Széltorony (régi és új versek 1963–1998, 1999)
- Kilenc bagoly (gyermekversek, 2000)
- A tudós szamár (2000)
- A béka kertje (esszék, 2001)
- Tündérek és katonák (esszék, 2002)
- Képmutogató (szonettek, 2002)
- Kapuk és vendégek (2003)
- Széllel szálló esztendő (2003)
- Az elsüllyedt várkastély. Barangolás a magyar múltban Pázmány Pétertől Hamvas Béláig (2004)
- Vidám busók (új versek, 2004)
- Őrtorony (2006)
- A fülemüle kertje; Littera Nova, Budapest, 2010 (Sophie könyvek)
- 3 kópé kalandjai földön, vízen és levegőben; Noran Könyvesház, Budapest, 2011
- Istenpor; Tiszatáj Alapítvány, Szeged, 2011 (Tiszatáj könyvek)
- Lyukas kétfilléres. Új versek; Nap, Budapest, 2011
- Citeraszó; Nap, Budapest, 2014
- Medvecukor. Barbár szonettek; Tipp Cult Kft., Budapest, 2014 (P'art könyvek)
- Varázsfüvek. Barbár szonettek; Nap, Budapest, 2016
- 56 vers; Nap, Budapest, 2016
- Barbár szonettek; Nap, Budapest 2022 (posztumusz)

## Díjai, elismerései
- Weöres Sándor-díj (1974, 2000)
- József Attila-díj (1980)
- Artisjus-díj (1986)
- Kortárs-díj (1994)
- IRAT-nívódíj (1995)
- Tiszatáj-díj (1996)
- Déry Tibor-díj (1996)
- Füst Milán-díj (1998)
- Magyar Köztársaság Babérkoszorúja díj (2002)
- Látó-nívódíj (2006)
- A Magyar Érdemrend lovagkeresztje (2012)[2]
- Radnóti-díj (2014)